# UCI Asia Tour 2012
L'UCI Asia Tour 2012 fu l'ottava edizione dell'UCI Asia Tour, uno dei cinque circuiti continentali di ciclismo dell'Unione Ciclistica Internazionale. Era composto da quarantuno corse, poi ridotte a ventinove effettive, che si svolsero tra ottobre 2011 e settembre 2012 in Asia, più le gare dei campionati asiatici di ciclismo su strada.

## Calendario

### Ottobre 2011
| Data  | Prova            | Cat. | Vincitore          | Squadra                 |
| ----- | ---------------- | ---- | ------------------ | ----------------------- |
| 2-12  | Tour d'Indonesia | 2.2  | Eric Sheppard      | Plan B Racing Team      |
| 20-28 | Tour of Hainan   | 2.HC | Valentin Iglinskij | Pro Team Astana         |
| 23    | Tour of Seoul    | 1.2  | Annullato          |                         |
| 23    | Japan Cup (2011) | 1.HC | Nathan Haas        | Genesys Wealth Advisers |

### Novembre 2011
| Data  | Prova           | Cat. | Vincitore        | Squadra                   |
| ----- | --------------- | ---- | ---------------- | ------------------------- |
| 1-5   | Tour of Taihu   | 2.2  | Boris Špilevskij | Tabriz Petrochemical Team |
| 12-13 | Tour de Okinawa | 2.2  | Kazuhiro Mori    | Aisan Racing Team         |

### Dicembre 2011
| Data | Prova                   | Cat. | Vincitore | Squadra |
| ---- | ----------------------- | ---- | --------- | ------- |
| 12   | Tour of South China Sea | 1.2  | Annullato |         |

### Gennaio
| Data | Prova              | Cat. | Vincitore | Squadra |
| ---- | ------------------ | ---- | --------- | ------- |
| 22   | Tour de Mumbai I   | 1.2  | Annullato |         |
| 26   | Tour de Mumbai II  | 1.1  | Annullato |         |
| 29   | Tour de Mumbai III | 1.1  | Annullato |         |

### Febbraio
| Data  | Prova                                     | Cat. | Vincitore              | Squadra                     |
| ----- | ----------------------------------------- | ---- | ---------------------- | --------------------------- |
| 5-10  | Tour of Qatar                             | 2.HC | Tom Boonen             | Omega Pharma-Quickstep      |
| 14-19 | Tour of Oman                              | 2.HC | Peter Velits           | Omega Pharma-Quickstep      |
| 15    | Campionati asiatici - Cronometro          | CC   | Eugen Wacker           | Kirghizistan                |
| 15    | Campionati asiatici - Cronometro Under-23 | CC   | Arvin Moazemi Goudarzi | Iran                        |
| 17    | Campionati asiatici - In linea Under-23   | CC   | Tomohiro Kinoshita     | Giappone                    |
| 18    | Campionati asiatici - In linea            | CC   | Wong Kam Po            | Hong Kong                   |
| 24-4  | Tour de Langkawi                          | 2.HC | José Serpa             | Androni Giocattoli-C.I.P.I. |

### Marzo
| Data  | Prova             | Cat. | Vincitore    | Squadra        |
| ----- | ----------------- | ---- | ------------ | -------------- |
| 10-16 | Tour de Taïwan    | 2.1  | Rhys Pollock | Drapac Cycling |
| 23-4  | Tour du Pakistan  | 2.2  | Annullato    |                |
| 25    | Tour de India III | 1.1  | Annullato    |                |
| 28    | Tour de India I   | 1.2  | Annullato    |                |

### Aprile
| Data  | Prova                | Cat. | Vincitore             | Squadra   |
| ----- | -------------------- | ---- | --------------------- | --------- |
| 1-6   | Tour of Thailand     | 2.1  | Mitchell Lovelock-Fay | Australia |
| 14-17 | Le Tour de Filipinas | 2.2  | Baler Ravina          |           |
| 22-29 | Tour de Korea        | 2.2  | Park Sung-Baek        | KSPO      |
| 27-1  | Tour of Borneo       | 2.2  | Michael Torckler      |           |

### Maggio
| Data  | Prova                         | Cat. | Vincitore         | Squadra          |
| ----- | ----------------------------- | ---- | ----------------- | ---------------- |
| 8-13  | Jelajah Malaysia              | 2.2  | Yusuf Abrekov     | Uzbekistan Suren |
| 11-16 | Azerbaijan International Tour | 2.2  | Javier Ramírez    | Andalucía        |
| 20-27 | Tour of Japan                 | 2.2  | Fortunato Baliani | Team Nippo       |
| 31-3  | Tour de Kumano                | 2.2  | Fortunato Baliani | Team Nippo       |

### Giugno
| Data  | Prova                | Cat. | Vincitore        | Squadra                    |
| ----- | -------------------- | ---- | ---------------- | -------------------------- |
| 4-10  | Tour of Singkarak    | 2.2  | Óscar Pujol      | Azad University Cross Team |
| 16    | Golan I              | 1.2  | Annullata        |                            |
| 17    | Tour de Jakarta      | 1.2  | Chris Joven      |                            |
| 18    | Golan II             | 1.2  | Annullata        |                            |
| 29-12 | Tour of Qinghai Lake | 2.HC | Hossein Alizadeh | Tabriz Petrochemical Team  |

### Agosto
| Data  | Prova             | Cat. | Vincitore      | Squadra |
| ----- | ----------------- | ---- | -------------- | ------- |
| 25-29 | Kerman Tour       | 2.2  | Annullato      |         |
| 29-1  | Tour of East Java | 2.2  | Ivan Tsissaruk |         |

### Settembre
| Data  | Prova              | Cat. | Vincitore           | Squadra                   |
| ----- | ------------------ | ---- | ------------------- | ------------------------- |
| 1-5   | Milad De Nour Tour | 2.2  | Annullato           |                           |
| 7-13  | Tour of China I    | 2.1  | Martin Pedersen     | Christina Watches-Onfone  |
| 15-17 | Tour de Hokkaido   | 2.2  | Maximiliano Richeze | Team Nippo                |
| 15-23 | Tour of China II   | 2.1  | Stefan Schumacher   | Christina Watches-Onfone  |
| 26-30 | Tour de Brunei     | 2.2  | Hossein Askari      | Tabriz Petrochemical Team |

## Classifiche
Risultati finali.
| Pos. | Corridore           | Squadra       | Punti  |
| ---- | ------------------- | ------------- | ------ |
| 1    | Hossein Alizadeh    | Tabriz Petr.  | 223    |
| 2    | Stefan Schumacher   | Ch. Watches   | 221,33 |
| 3    | Andrea Guardini     | Farnese Vini  | 216    |
| 4    | Wong Kam Po         |               | 210    |
| 5    | Taiji Nishitani     | Aisan         | 207    |
| 6    | Luka Mezgec         | Sava          | 186    |
| 7    | José Serpa          | Androni Gioc. | 180    |
| 8    | Hariff Salleh       | Terengganu    | 145    |
| 9    | Maximiliano Richeze | Team Nippo    | 129    |
| 10   | Cameron Wurf        | Champion S.   | 121,33 |

| Pos. | Squadra                      | Punti  |
| ---- | ---------------------------- | ------ |
| 1    | Terengganu Cycling Team      | 539    |
| 2    | Tabriz Petrochemical Team    | 440    |
| 3    | Christina Watches-Onfone     | 432,98 |
| 4    | Team Nippo                   | 417    |
| 5    | Champion System              | 414,99 |
| 6    | Aisan Racing Team            | 346    |
| 7    | Androni Giocattoli-Venezuela | 290    |
| 8    | Team Type 1-Sanofi           | 288    |
| 9    | Genesis Wealth Advisers      | 267    |
| 10   | Farnese Vini-Selle Italia    | 258    |

| Pos. | Nazione       | Punti  |
| ---- | ------------- | ------ |
| 1    | Kazakistan    | 856,84 |
| 2    | Giappone      | 841    |
| 3    | Malaysia      | 592    |
| 4    | Iran          | 557    |
| 5    | Hong Kong     | 449    |
| 6    | Corea del Sud | 289    |
| 7    | Uzbekistan    | 245    |
| 8    | Indonesia     | 207    |
| 9    | Filippine     | 183    |
| 10   | Kirghizistan  | 170    |